# Luxemburg az 1996. évi nyári olimpiai játékokon
Luxemburg az egyesült államokbeli Atlantában megrendezett 1996. évi nyári olimpiai játékok egyik részt vevő nemzete volt. Az országot az olimpián 5 sportágban 6 sportoló képviselte, akik érmet nem szereztek.

## Atlétika
Női
| Versenyző         | Versenyszám | Előfutam | Előfutam | Előfutam | Negyeddöntő | Negyeddöntő | Negyeddöntő | Elődöntő | Elődöntő | Elődöntő | Döntő   | Döntő    |
| Versenyző         | Versenyszám | Idő      | Hely.    | Össz.    | Idő         | Hely.       | Össz.       | Idő      | Hely.    | Össz.    | Idő     | Helyezés |
| ----------------- | ----------- | -------- | -------- | -------- | ----------- | ----------- | ----------- | -------- | -------- | -------- | ------- | -------- |
| Véronique Linster | 100 m gát   | 13,47    | 6.       | 36.      | kiesett     | kiesett     | kiesett     | kiesett  | kiesett  | kiesett  | kiesett | kiesett  |

## Cselgáncs
Férfi
| Versenyző   | Versenyszám | Selejtező                | 32-es főtábla            | Nyolcaddöntő      | Negyeddöntő       | Elődöntő          | Vigaszág első kör             | Vigaszág negyeddöntő | Vigaszág elődöntő | Bronz- mérkőzés   | Döntő             | Helyezés |
| Versenyző   | Versenyszám | Ellenfél Eredmény        | Ellenfél Eredmény        | Ellenfél Eredmény | Ellenfél Eredmény | Ellenfél Eredmény | Ellenfél Eredmény             | Ellenfél Eredmény    | Ellenfél Eredmény | Ellenfél Eredmény | Ellenfél Eredmény | Helyezés |
| ----------- | ----------- | ------------------------ | ------------------------ | ----------------- | ----------------- | ----------------- | ----------------------------- | -------------------- | ----------------- | ----------------- | ----------------- | -------- |
| Igor Muller | Nehézsúly   | Kamol Muradov (UZB) · GY | David Douillet (FRA) · V |                   |                   |                   | Harry Van Barneveld (BEL) · V | kiesett              | kiesett           | kiesett           |                   | 13.      |

## Sportlövészet
Férfi
| Versenyző            | Versenyszám | Selejtező | Selejtező | Döntő   | Döntő    |
| Versenyző            | Versenyszám | Pont      | Helyezés  | Pont    | Helyezés |
| -------------------- | ----------- | --------- | --------- | ------- | -------- |
| Armand Dousemont     | Trap        | 116       | 42.**     | kiesett | kiesett  |
| Armand Dousemont     | Dupla trap  | 120       | 33.*      | kiesett | kiesett  |
| Iris Kremer-Roseneck | Légpuska    | 387       | 31.****   | kiesett | kiesett  |

* - egy másik versenyzővel azonos eredményt ért el

** - két másik versenyzővel azonos eredményt ért el

**** - négy másik versenyzővel azonos eredményt ért el

## Tenisz
Női
| Versenyző   | Versenyszám | 64-es főtábla                      | 32-es főtábla     | Nyolcaddöntő      | Negyeddöntő       | Elődöntő          | Bronz- mérkőzés   | Döntő             | Helyezés |
| Versenyző   | Versenyszám | Ellenfél Eredmény                  | Ellenfél Eredmény | Ellenfél Eredmény | Ellenfél Eredmény | Ellenfél Eredmény | Ellenfél Eredmény | Ellenfél Eredmény | Helyezés |
| ----------- | ----------- | ---------------------------------- | ----------------- | ----------------- | ----------------- | ----------------- | ----------------- | ----------------- | -------- |
| Anne Kremer | Egyes       | Lindsay Davenport (USA) · 1–6, 2–6 | kiesett           | kiesett           | kiesett           | kiesett           | kiesett           | kiesett           | 33.      |

## Vívás
Női
| Versenyző       | Versenyszám       | Selejtező                   | 32-es főtábla     | Nyolcaddöntő      | Negyeddöntő       | Elődöntő          | Bronz- mérkőzés   | Döntő             | Helyezés |
| Versenyző       | Versenyszám       | Ellenfél Eredmény           | Ellenfél Eredmény | Ellenfél Eredmény | Ellenfél Eredmény | Ellenfél Eredmény | Ellenfél Eredmény | Ellenfél Eredmény | Helyezés |
| --------------- | ----------------- | --------------------------- | ----------------- | ----------------- | ----------------- | ----------------- | ----------------- | ----------------- | -------- |
| Mariette Schmit | Párbajtőr, egyéni | Jeva Vibornova (UKR) · 8–15 | kiesett           | kiesett           | kiesett           | kiesett           | kiesett           | kiesett           | 44.      |